# Jean Françaix
« Françaix » redirige ici. Pour les autres significations, voir Françaix (homonymie).
Jean René Désiré Françaix (/fʁɑ̃.sɛ/,), né le 23 mai 1912 au Mans et mort le 25 septembre 1997 à Paris, est un compositeur français du XXe siècle. 
Pianiste confirmé, il est l'auteur de plus de deux cents œuvres, il aborde de manière éclectique un certain nombre de types d'ouvrage, allant de la musique pour soliste à l'opéra, passant par la musique de chambre.

## Biographie

### Jeunesse et formation
Né dans une famille de musiciens, Jean Françaix reçoit des cours de musique de son père Alfred Françaix, compositeur et pianiste. Il commence ses études au conservatoire du Mans que dirige son père ; sa mère y est également professeur de chant. 
Il commence à étudier à l'âge de dix ans la composition en privé avec la musicienne française Nadia Boulanger à partir de l'année 1922 jusqu'en 1934,. Celle-ci remarque chez lui une grand facilité en musique, notamment au niveau de l'harmonie,. La même année, il compose sa première étude, une pièce pour piano intitulée Pour Jacqueline. Dédiée à sa petite-cousine, la partition est éditée en 1924 aux éditions Sénart.
À 11 ans, il rencontre Maurice Ravel, qui, voyant son don, l'encourage à poursuivre et à développer sa curiosité,. En 1926, à quatorze ans, il entre au Conservatoire de Paris avec comme professeur Isidor Philipp et remporte en 1930, à 18 ans, son premier prix de piano et entame ainsi sa carrière de pianiste.

### Débuts
En 1932, Jean Françaix représente la France et la jeune école musicale française avec le compositeur Claude Delvincourt au Festival International de l’ISCM de Vienne, où est jouée une de ses pièces pour piano et quatuor à cordes : Huit Bagatelles. Son autre composition de jeunesse, le Concertino pour piano et orchestre, de 1932, connaît un succès immédiat. Son ballet de 1933 Scuola di ballo, qui s'inspire de thèmes du compositeur italien Luigi Boccherini, est créé par les Ballets russes de Monte-Carlo, chorégraphié par Léonide Massine. 
Jean Françaix fait partie de la société de concerts Triton et a pour objectif de faire connaître la musique contemporaine en France et en particulier la musique de chambre. Fondé par Pierre-Octave Ferroud en 1932 et dirigée par Henri Tomasi et Henry Barraud, Jean Françaix l'intègre dès 1935. En 1936, le compositeur engrange ses premiers succès internationaux avec sa pièce Concertino au Festival de la Musique de Chambre de Baden-Baden.

### Carrière
À partir des années 1930, aidé par ses capacités naturelles pour la musique, il commence à fréquenter l'élite intellectuelle parisienne ; il est notamment invité fréquemment chez Winnaretta Singer, la « Princesse Blanche de Polignac ». C'est dans ce salon qu'il créé son opéra-comique Le Diable boiteux, en 1938, qui est retransmis à la BBC la même année. Dans ces cercles, il rencontre notamment des compositeurs en vogue tels qu'Igor Stravinksy ou Francis Poulenc, avec qui il lie une grande amitié, ainsi que des écrivains comme Paul Valéry. Par ailleurs, c'est également à ce moment-là que le comte de Beauvau-Craon présente Jean Françaix au réalisateur Sacha Guitry, avec lequel il travaillera tout au long de sa carrière. Leur première collaboration est en 1937, quand le compositeur écrit la musique de son film Les Perles de la couronne ; il est âgé alors de vingt-quatre ans. À partir des années 1950, le compositeur travaillera fréquemment avec Guitry pour la réalisation de plusieurs bandes originales de ses films.
En parallèle, sa carrière de pianiste international s'accélère et Jean Françaix entreprend de nombreuses tournées à l'international, où il joue des œuvres du répertoire ainsi que les siennes.
En 1937, Jean Françaix épouse Blanche Yvon, violoniste et chanteuse et en 1939, il compose une œuvre qu'il considère majeure dans sa carrière, l'oratorio fantastique L'Apocalypse selon Saint Jean, créé en 1942 sous la direction du chef d'orchestre français Charles Münch. Bien que salué par la critique, cet ouvrage a été relativement peu joué pendant les années suivantes (à Paris, Berlin et Montréal dans les années soixante) mais sera repris en 1997 à Göttingen puis une douzaine de fois en Autriche, Allemagne et France (à Paris et au Mans), avec deux enregistrements sur CD. En revanche, si le public français le connaît mal, il trouve en Allemagne un public accueillant ; il s'associe notamment avec l'éditeur de musique Schott, qui va promouvoir sa musique dans le monde entier. Nombre de ses partitions sont éditées aux Éditions Musicales Transatlantiques, Max Eschig et Schott.
En tant que pianiste, il forma un duo avec Maurice Gendron, dont l'une des plus grandes réussites est la sonate pour arpeggione de Franz Schubert, enregistrée une première fois le 18 août 1952. En 1954, Jean Françaix remporte le Prix du Disque pour son interprétation du Sextuor pour piano et instruments à vent de Francis Poulenc. Entre 1958 et 1961, le compositeur est membre du Conseil Supérieur au Conservatoire National de Musique de Paris et entre les années 1959 et 1962, Jean Françaix enseigne à l'École Normale de Musique de Paris. En 1959, le compositeur reçoit la croix de la Légion d'honneur par son professeur Nadia Boulanger. En 1962, le compositeur orchestre une partition de Francis Poulenc, L'Histoire de Babar, qui a un certain succès par la suite, puis s'occupera des Préludes de Frédéric Chopin en 1967.
Au tournant des années 1980, le constat est fait que la musique de Jean Françaix n'est pas beaucoup relayée en France : ayant l'impression d'être rejeté, le compositeur estime sa musique « trop facile à comprendre », ce qui l'empêche d'être jouée. Sa musique considérée par certains comme légère, qu'il qualifie plus justement de « sérieuse sans gravité », ne lui ouvre donc pas les portes des différentes fonctions officielles qui aurait pu s'offrir à lui, mais il reçoit tout de même un certain nombre de distinctions pour ses travaux : en 1992, il obtient le Prix Arthur Honegger pour l'ensemble de son œuvre.

### Mort

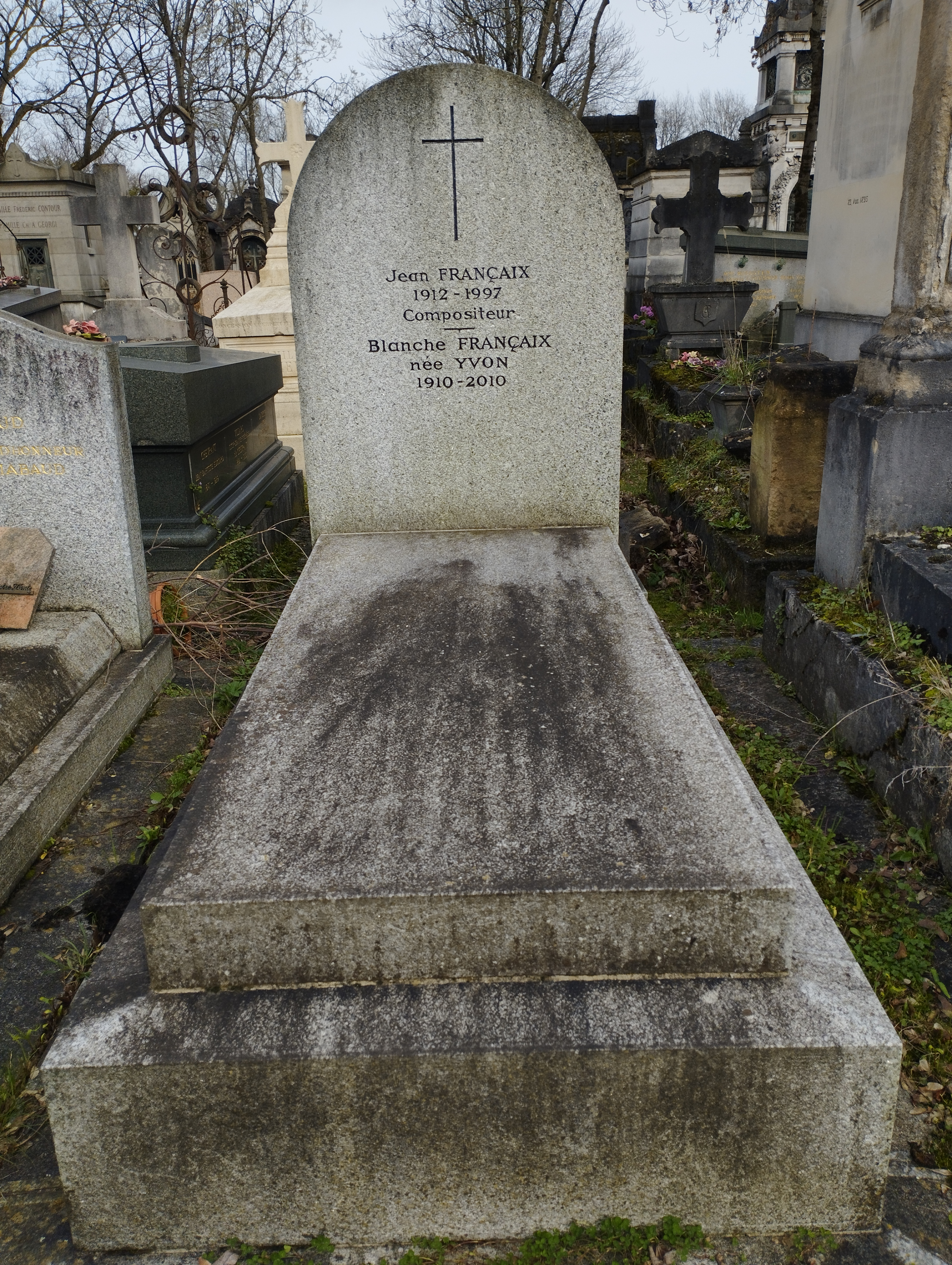
Tombe de Jean Françaix au cimetière du Père-Lachaise (division 42).

Jean Françaix meurt le 25 septembre 1997 dans le 3e arrondissement de Paris à l'âge de 85 ans après avoir laissé une œuvre d'environ deux-cent quinze pièces.
Il est inhumé au cimetière du Père-Lachaise (division 42).

### Postérité
En 2012 est fêté le 100e anniversaire de sa naissance. Cet hommage s'inscrit officiellement parmi les « Célébrations Nationales » de l'année 2012.

## Langage musical
Jean Françaix est un des rares musiciens à être resté fidèle à l'écriture de la musique pour le seul plaisir, s'inscrivant ainsi dans la lignée des compositeurs tels qu'Emmanuel Chabrier ou Francis Poulenc, préférant persévérer dans la musique tonale plutôt qu'explorer le sérialisme. Malgré sa proximité et ses contacts avec le Groupe des Six, le compositeur ne se plie pas à un mouvement en particulier et reste toujours à l'écart musicalement.

## Œuvre
Jean Françaix compose plus de deux cents ouvrages au cours de sa vie. Il ne s'arrête pas à un genre particulier mais explore une grande étendue de la musique instrumentale et des différents types d'instruments. Il compose aussi bien des courts ouvrages pour solistes que de la musique de chambre et des concertos. Il explore également le genre vocal avec notamment un oratorio et cinq opéras. Toujours pour la scène, il compose aussi des ballets ainsi que de la musique de film.
Outre des pièces diverses pour instruments seuls, il compose plusieurs concertos, dont un Concerto pour piano, un Concerto pour deux pianos, deux Concertos pour violon, un Concerto pour clarinette et un Concerto pour flûte. Ses œuvres vocales comprennent un oratorio, L'Apocalypse selon Saint-Jean et une cantate pour mezzo-soprano et cordes, la Déploration de Tonton (chien fidèle) (d'après un texte de Georges Ravon). 
Il est particulièrement prolifique dans l'écriture de musique de chambre pour les vents. On retrouve notamment deux Quatuors pour saxophones, Prélude, Sarabande et Gigue pour trompette et piano ou ses Neuf pièces caractéristiques pour dix instruments à vent. 
La musique pour clavier inclut L'Insectarium, pour clavecin ; Huit danses exotiques, pour deux pianos ; une Messe de mariage et la Suite carmélite, pour l'orgue, ainsi qu'une Sonate pour piano.

### Musique de film
Jean Françaix a composé la musique d'une dizaine de films, dont le Si Versailles m'était conté... de 1954 de Sacha Guitry. Celui-ci avait déjà fait appel au compositeur en 1937, alors âgé de vingt-cinq ans, pour son autre film Les Perles de la couronne. Dès lors, la collaboration entre les deux artistes  est renouvelée à plusieurs reprises sur d'autres projets cinématographiques.

### Musique vocale
Ses œuvres combinent l'élégance et l'inventivité, comme le montre La Princesse de Clèves, son cinquième et ultime opéra. Actuellement, ce compositeur rencontre plus de succès à l'étranger qu'en France, surtout en Allemagne, au Japon et aux États-Unis. De plus, il compose un oratorio L'Apocalypse selon Saint-Jean et une cantate, Déploration de Tonton (chien fidèle), d'après un texte de Georges Ravon. Cela concerne également un certain nombre de composition pour soliste avec ensemble.

## Liste des œuvres

### Œuvres orchestrales
- Sérénade pour petit orchestre (1934)
- Le Roi nu (1935)
- Musique de cour, pour flûte, violon et orchestre (version pour Violon, flûte, piano) (1937)
- Les Bosquets de Cythère (1946)
- La Douce France (1946)
- Symphonie d'archets (1948)
- Symphonie en sol majeur (1953)
- Au musée Grévin (1956)
- Six grandes marches (1957)
- L'Horloge de Flore, pour hautbois (ou saxophone soprano) et orchestre de chambre (1959)
- Emmanuel Chabrier, Souvenir de Munich (1960)
- Le Dialogue des carmélites (1960)
- Ode à la naissance de Vénus, pour orchestre à cordes (1960)
- Jeu poétique en six mouvements, pour harpe et orchestre (1969)
- Les Inestimables Chroniques du bon géant Gargantua, pour récitant et orchestre à cordes (1971)
- Thème et variations pour orchestre (1971)
- La Ville mystérieuse (1973)
- Cassazione, pour trois orchestres (1975)
- Ouverture anacréontique (1978)
- Pavane pour un génie vivant (1987)

### Œuvres concertantes
- Concertino pour piano et orchestre (1932)
- Suite pour violon et orchestre (1934)
- Fantaisie pour violoncelle et orchestre (1935)
- Quadruple concerto, pour flûte, hautbois, clarinette, basson et orchestre (1935)
- Concerto pour piano (1936)
- Divertissement pour basson et cordes (ou version pour basson et quintette à cordes) (1942)
- Rhapsodie pour alto et orchestre (version pour alto et piano) (1946)
- Variations de concert, pour violoncelle et orchestre (1950)
- Concerto pour clavecin (1959)
- Concerto pour deux pianos (1965)
- Concerto pour flûte (1966)
- Concerto pour clarinette (1967)
- Concerto pour violon no 1 (1968)
- Concerto pour contrebasse (1974)
- Impromptu pour flûte et orchestre à cordes (1974)
- Prélude, Sarabande et Gigue, pour trompette et orchestre (version pour trompette et piano) (1975)
- Concerto grosso, pour flûte, hautbois, clarinette et orchestre (1976)
- Concerto pour 2 harpes et orchestre (1978)
- Tema con variazioni, pour clarinette et orchestre à cordes (1978)
- Concerto pour violon no 2 (1979)
- Concerto pour guitare (1982)
- Concerto pour trombone (1983)
- Concerto pour quinze solistes (1988)
- Double concerto, pour flûte, clarinette et orchestre (1991)
- Concerto pour accordéon (1993)
- Variations de concert, pour violoncelle et cordes
- Concerto pour clavecin, flûte et cordes

### Musique de chambre
- Huit bagatelles, pour piano et quatuor à cordes (1932)
- Divertissement pour trio à cordes et piano (1933)
- Quatuor à vent (1933)
- Trio pour violon, alto et violoncelle (1933)
- Sérénade pour violoncelle et piano (1934)
- Sonatine pour violon et piano (1934)
- Quintette no 1 pour flûte, harpe et trio à cordes (1934)
- Quatuor à cordes (1934)
- Divertissement, pour violon, alto, violoncelle et piano (1935)
- Petit quatuor pour saxophones (1935)
- Divertissement pour basson et quintette à cordes (1942)
- Mouvement perpétuel, pour violoncelle et piano (1944)
- Divertissement pour hautbois, clarinette et basson (ou trio d'anches) (1947)
- L'Heure du Berger, sextuor pour piano et quintette à vent (ou version pour piano et quintette à cordes) (1947)
- Quintette à vent no 1 (1948)
- Divertimento pour flûte et piano (ou version pour flûte et orchestre en 1974) (1953)
- Canon à l'octave, pour cor et piano (1953)
- Les Vacances pour 2 violons, violoncelle et piano (1953)
- Sérénade BEA, pour deux violons, deux altos, un violoncelle et une contrebasse (1955)
- Divertimento pour cor et piano (ou version pour cor et orchestre) (1959)
- Suite pour flûte solo (1962)
- Six Préludes, pour cordes (1963)
- Quatuor pour cor anglais et trio à cordes (1970)
- Trio pour flûte, harpe et violoncelle (1971)
- À huit, octuor (1972)
- Le Gai Paris, pour trompette et vents (1974)
- Tema con variazioni, pour clarinette et piano (1974)
- Cinque piccoli duetti, pour flûte et harpe (1975)
- Sonatine pour trompette et piano (1975)
- Thème varié, pour contrebasse (1976)
- Variations sur un thème plaisant, pour dixtuor à vents et piano (1976)
- Quintette pour clarinette et quatuor à cordes (1977)
- Sept impromptus, pour flûte et basson (1977)
- Quasi improvvisando, pour instrument à vent (1978)
- Serenata (Sérénade) pour guitare (1978)
- Suite pour harpe (1978)
- Concerto pour basson et piano (1979)
- Les Petits Paganini, pour violon solo et 4 violons (1979)
- Petite valse européenne, pour tuba et quintette à vent (1979)
- Duo baroque, pour contrebasse et harpe (1980)
- Huit bagatelles, pour piano et quatuor à cordes (1980)
- Tema con 8 variazioni, pour violon seul (1980)
- Huit danses exotiques, pour 11 instruments à vent et percussions (1981)
- Mozart new-look, pour dixtuor à vents et contrebasse (1981)
- Divertissement pour deux guitares (1982)
- Onze variations sur un thème de Haydn (1982)
- Hommage à l'ami Papageno, pour piano et 10 instruments à vent (1984)
- Musique pour faire plaisir (dixtuor), pour deux flûtes, deux hautbois, deux clarinettes, deux bassons et deux cors (1984)
- Sonate pour flûte à bec et guitare (1984)
- Trio pour violon, violoncelle et piano (1986)
- Dixtuor, pour quintette à cordes et quintette à vents (1987)
- Notturno e Divertimento, pour quatre cors (1987)
- Quintette à vent no 2 (1987)
- Quintette pour flûte à bec, clavecin et cordes (1988)
- Le Colloque des deux perruches, pour flûte et flûte alto (1989)
- Quintette no 2 pour flûte, harpe et trio à cordes (1989)
- Suite pour quatuor de saxophones (1990)
- Trio pour hautbois, basson et piano (1994)
- Nonetto, pour hautbois, clarinette, cor, basson, 2 violons, alto, violoncelle et contrebasse (1995)
- Sonate pour flûte et piano (1995)
- Deux pièces pour basson (1996)
- Marche triomphale, pour quatre trompettes et orgue

### Œuvres pour clavier
- Scherzo pour piano (1932)
- Cinq portraits de jeunes filles, pour piano (1936)
- L'Éloge de la danse, pour piano (1947)
- Insectarium, pour clavecin (1953)
- Napoléon, pour piano à quatre mains (1954)
- Marche solennelle, pour orgue (1956)
- Danses exotiques, pour deux pianos (1957)
- Danse des trois Arlequins, pour piano (1958)
- Sonate pour piano (1960)
- Suite carmélite, pour orgue (1960)
- Cinq "bis", pour piano (1965)
- Quinze portraits d'enfants d'Auguste Renoir, œuvre originale pour piano à 4 mains (version pour orchestre à cordes) (1971)
- Deux pièces pour clavecin (1977)
- Huit variations sur le nom de Johannes Gutenberg, pour piano (1982)
- Trois esquisses sur les touches blanches, pour piano (1983)
- Suite profane, pour orgue (1984)
- Messe de mariage, pour orgue (1986)
- La Promenade d'un musicologue éclectique, pour piano (1987)
- Nocturne, pour piano (1994)

### Œuvres sacrées
- L'Apocalypse selon Saint-Jean, oratorio (1939)

### Œuvres vocales
- Cinq chansons pour les enfants, pour deux sopranos et piano (1932)
- L'Adolescence clémentine, pour baryton et piano (1941)
- Cinq poèmes de Charles d'Orléans, pour baryton et piano (1946)
- Invocation à la volupté, pour baryton et orchestre (1946)
- Juvenalia, pour soprano, contralto, ténor, basse et piano à quatre mains (1947)
- Huit anecdotes de Chamfort, pour baryton et piano (1949)
- L'Ode à la gastronomie, pour chœur de douze voix mixtes a cappella (1950)
- La Cantate de Méphisto, pour basse et orchestre à cordes (1952)
- Déploration de tonton (Chien fidèle) pour mezzo-soprano et orchestre à cordes (1956)
- Chatte blanche, pour ténor et piano (1957)
- Le Coq et le Renard, pour quatre voix d'hommes et piano (1963)
- La Grenouille qui se veut faire aussi grosse que le bœuf, pour quatre voix d'hommes et piano (versions pour soprano ou ténor et piano) (1963)
- La Promenade à Versailles, pour quatre voix d'hommes et orchestre à cordes (1976)
- La Cantate des vieillards, pour ténor, basse et orchestre à cordes (1978)
- Trois poèmes de Paul Valéry, pour chœur de quatre à seize voix a cappella (1982)
- Triade de toujours, pour soprano, baryton, quintette à vent, quintette à cordes et harpe (1991)
- Neuf historiettes de Tallémant des Réaux, pour baryton, saxophone ténor et piano (1997)

### Ballets
- Scuola di Ballo (1933, d'après Boccherini)
- Les Malheurs de Sophie (1935)
- La Lutherie enchantée (1936)
- Le Jeu sentimental (1936)
- Le Jugement du fou (1938)
- Verreries de Venise (1938)
- L'Arlequin blanc (1944)
- Prière du soir, chanson pour ténor et guitare (1947)
- Les Demoiselles de la nuit (1948)
- Die Kamelien (1950)
- Les Zigues de Mars, petit ballet militaire à la mémoire de Georges Courteline (1950)
- À la Françaix (1951)
- Le Roi Midas (!952)
- La Dame dans la Lune (1957)
- Adages et Varations (1965)
- Le Croupier amoureux (1967)
- Pierrot ou les secrets de la nuit (1980)

### Opéras
- Le Diable boiteux (1937)
- L'Apostrophe (1940)
- La Main de gloire (1945)
- Paris à nous deux (ou le Nouveau Rastignac) (1954)
- La Princesse de Clèves (1965)

### Musiques de film
- 1937 : Les Perles de la couronne de Sacha Guitry
- 1942 : Le Lit à colonnes de Roland Tual
- 1954 : Si Versailles m'était conté... de Sacha Guitry
- 1955 : Napoléon de Sacha Guitry
- 1956 : Si Paris nous était conté de Sacha Guitry
- 1957 : Assassins et Voleurs de Sacha Guitry
- 1959 : Musée Grévin, court métrage de Jacques Demy
- 1959 : Les Noces vénitiennes d'Alberto Cavalcanti
- 1960 : Le Dialogue des carmélites de Philippe Agostini
- 1962 : La Croix et la Bannière de Philippe Ducrest
- 1965 : Lady L de Peter Ustinov

## Enregistrements
- Music For Clarinet And Piano, œuvres de Francis Poulenc, André Messager, Horovitz, Paul Jeanjean, Jean Françaix et Bohuslav Martinů, par Julian Bliss, clarinette, et Julien Quentin, piano (2003, EMI Classics)